# Joan Cristià de Schleswig-Holstein-Sonderburg
Joan Cristià de Schleswig-Holstein-Sonderburg (en alemany Hans Christian von Schleswig-Holstein-Sonderburg-Franzhagen) va néixer a Beck (Alemanya) el 26 d'abril de 1607 i va morir Sønderborg el 30 de juny de 1653. Era un noble alemany, el fill gran del duc Alexandre (1573-1627) i de la comtessa Dorotea de Schwarzburg (1579-1639).
Tot i que el 1627, en morir el seu pare, ell va esdevenir el nou duc de Holstein-Sonderburg, per acord testamentari havia de compensar econòmicament tant la seva mare com els seus germans. Aquest fet va portar greus problemes econòmics per al manteniment del ducat.

## Matrimoni i fills
El 4 de desembre de 1634 es va casar amb Anna d'Oldenburg-Delmenhorst (1605-1688), filla del comte Antoni II (1550-1619) i de Sibil·la Elisabet de Brunsvic-Luneburg (1576-1630). El matrimoni va tenir quatre fills:
- Dorotea Augusta (1636-1662), casada amb Jordi de Hessen-Lauterbach (1632-1676).
- Cristina Elisabet (1638-1679), casada amb el duc Joan Ernest II de Saxònia-Weimar (1627-1683).
- Joan Frederic (1639-1649).
- Cristià Adolf (1641-1702), casat amb Elionor Carlota de Saxònia-Lauenburg (1646-1709).